# Европско првенство у атлетици за млађе сениоре 2015 — 100 метара за жене
Такмичење у трчању на 100 метара у женској конкуренцији на 10. Европском првенству у атлетици за млађе сениоре 2015. у Талину одржано је 9. и 10. јула 2015. стадиону Кадриорг.
Титулу освојену у Тампереу 2013, није бранила Дафне Схиперс из Холандије јер је прешла у сениоре.

## Земље учеснице
Учествовало је 23 такмичар из 17 земље.
1. Ирска (2)
2. Италија (3)
3. Јерменија (1)
4. Мађарска (1)
5. Република Македонија (1)
6. Малта (1)
7. Немачка (2)
8. Норвешка (1)
9. Пољска (2)
10. Португалија (1)
11. Србија (1)
12. Финска (2)
13. Француска (1)
14. Холандија (1)
15. Швајцарска (1)
16. Шведска (1)
17. Шпанија (1)

## Освајачи медаља
|                       |                              |                          |
| Ребека Хазе · Немачка | Александра Бургарт · Немачка | Стела Акакпо · Француска |

## Квалификациона норма
Требало је да квалификациону норму такмичарке остваре у периоду од 1. јануара 2014. до 29. јуна 2015. године.
| Норма |
| ----- |
| 11,85 |

## Сатница
| Датум   | Време | Коло          |
| ------- | ----- | ------------- |
| 9. јул  | 10:55 | Квалификације |
| 10. јул | 20:38 | Финале        |

## Рекорди
| Рекорди пре почетка Европског првенства 2015. | Рекорди пре почетка Европског првенства 2015. | Рекорди пре почетка Европског првенства 2015. | Рекорди пре почетка Европског првенства 2015. | Рекорди пре почетка Европског првенства 2015. | Рекорди пре почетка Европског првенства 2015. |
| Рекорди                                       | Атлетичарка                                   | Земља                                         | Време                                         | Место                                         | Датум                                         |
| --------------------------------------------- | --------------------------------------------- | --------------------------------------------- | --------------------------------------------- | --------------------------------------------- | --------------------------------------------- |
| Европски рекорд У-23                          | Ивет Лалова                                   | Бугарска                                      | 11,00                                         | Атина, Грчка                                  | 21. август 2004.                              |
| Рекорди европских првенстава У-23             | Марија Карастамати                            | Грчка                                         | 11,03                                         | Ерфурт, Немачка                               | 16. јул 2005.                                 |
| Најбољи европски резултат сезоне У-23         | Дина Ашер−Смит                                | Велика Британија                              | 11,08                                         | Бирмингем, Уједињено Краљевство               | 5. јул 2015.                                  |

### Најбољи европски резултати у 2015. години
Десет најбољих атлетичарки у трци на 100 метара 2015. године до почетка првенства (9. јул 2015), имали су следећи пласман на европској ранг листи.
| 1.  | Дина Ашер−Смит      | Велика Британија | 11,08 | 5. јул    |
| 2.  | Ребека Хазе         | Немачка          | 11,21 | 13. јун   |
| 3.  | Екатерина Рензина   | Русија           | 11,31 | 6. јун    |
| 4.  | Александра Бургхарт | Немачка          | 11,32 | 13. јун   |
| 5.  | Наоми Седнеј        | Холандија        | 11,34 | 24. мај   |
| 6.  | Стела Акакпо        | Француска        | 11,38 | 27. јун   |
| 7.  | Синди Офили         | Велика Британија | 11,39 | 18. јун   |
| 8.  | Кристина Хорошева   | Русија           | 11,41 | 5. јун    |
| 8.  | Дезире Хенри        | Велика Британија | 11,41 | 5. јул    |
| 10. | Ирена Сирагуса      | Италија          | 11,43 | 24. април |
|     |                     |                  |       |           |
| 44. | Милана Тирнанић     | Србија           | 11,70 | 6. јун    |

Такмичарке чија су имена подебљана учествовале су на ЕП.

## Резултати

### Квалификације
Квалификације су одржане 9. јула 2015. године. Такмичарке су биле подељене у 3 групе. У финале су се пласирале прве 2 из сваке групе (КВ) и 2 на основу резултата (кв).,,
Почетак такмичења: група 1 у 10:55, група 2 у 11:02, група 3 у 11:09.
Ветар: група 1: -1,8 м/с, група 2: +0,6 м/с, група 3: -0,4 м/с.
| Место | Групе | Стаза | Атлетичарка              | Земља                | ЛР    | ЛРС   | Резултат | Белешка |
| ----- | ----- | ----- | ------------------------ | -------------------- | ----- | ----- | -------- | ------- |
| 1.    | 2     | 3     | Ребека Хазе              | Немачка              | 11,21 | 11,21 | 11,25    | КВ      |
| 2.    | 3     | 7     | Александра Бургарт       | Немачка              | 11,32 | 11,32 | 11,52    | КВ      |
| 3.    | 1     | 3     | Стела Акакпо             | Француска            | 11,24 | 11,38 | 11,56    | КВ      |
| 4.    | 3     | 6     | Анастазиа Нгуиен         | Мађарска             | 11,43 | 11,43 | 11,59    | КВ      |
| 5.    | 2     | 8     | Миља Туресон             | Финска               | 11,67 | 11,67 | 11,62    | КВ, ЛР  |
| 6.    | 1     | 1     | Наоми Седнеј             | Холандија            | 11,34 | 11,34 | 11,64    | КВ      |
| 7.    | 3     | 2     | Агата Форкасјевич        | Пољска               | 11,65 | 11,65 | 11,76    | кв      |
| 8.    | 2     | 6     | Ирена Сирагуса           | Италија              | 11,43 | 11,43 | 11,77    | кв      |
| 9.    | 2     | 5     | Шарлот Вингфилд          | Малта                | 11,69 | 11,69 | 11,78    |         |
| 10.   | 1     | 7     | Клодна Манинг            | Ирска                | 11,71 | 11,71 | 11,79    |         |
| 11.   | 1     | 4     | Ана Бонђорни             | Италија              | 11,62 | 11,62 | 11,79    |         |
| 12.   | 3     | 5     | Фил Хили                 | Уједињено Краљевство | 11,49 | 11,74 | 11,81    |         |
| 13.   | 2     | 2     | Кристина Лара            | Шпанија              | 11,63 | 11,63 | 11,83    |         |
| 14.   | 1     | 8     | Данијела Буск            | Шведска              | 11,58 | 11,63 | 11,84    |         |
| 15.   | 3     | 8     | Анина Кортетма           | Финска               | 11,70 | 11,70 | 11,88    |         |
| 16.   | 2     | 7     | Катажина Соколска        | Пољска               | 11,73 | 11,73 | 11,92    |         |
| 17.   | 2     | 4     | Олимпија Барбоса         | Португалија          | 11,75 | 11,75 | 11,94    |         |
| 17.   | 1     | 6     | Милана Тирнанић          | Србија               | 11,70 | 11,70 | 11,94    |         |
| 19.   | 3     | 1     | Мартина Фаварето         | Италија              | 11,79 | 11,79 | 12,06    |         |
| 20.   | 3     | 3     | Саломе Кора              | Швајцарска           | 11,62 | 11,62 | 12,07    |         |
| 21.   | 1     | 2     | Астрид Манген Кедерквист | Финска               | 11,94 | 11,94 | 12,23    |         |
| 22.   | 1     | 5     | Диана Хубесериан         | Јерменија            | 11,84 | 11,84 | 12,51    |         |
| 23.   | 3     | 4     | Валбона Селими           | Република Македонија | 12,58 | 12,83 | 13,00    |         |

### Финале
Финале је одржано 10. јула 2015. године у 20:38.,
Ветар: -0,2 м/с
| Место | Стаза | Атлетичарка        | Земља     | Резултат | Белешка |
| ----- | ----- | ------------------ | --------- | -------- | ------- |
|       |       | Ребека Хазе        | Немачка   | 11,47    |         |
|       |       | Александра Бургарт | Немачка   | 11,54    |         |
|       |       | Стела Акакпо       | Француска | 11,55    |         |
| 4.    |       | Наоми Седнеј       | Холандија | 11,62    |         |
| 5.    |       | Анастазиа Нгуиен   | Мађарска  | 11,75    |         |
| 6.    |       | Ирена Сирагуса     | Италија   | 11,75    |         |
| 7.    |       | Миља Туресон       | Финска    | 11,79    |         |
| 8.    |       | Агата Форкасјевич  | Пољска    | 11,98    |         |